# Капотонди, Джузеппе
Джузеппе Капотонди (род. 1968, Коринальдо, Марке) — итальянский режиссёр художественных фильмов, музыкальных клипов и рекламы, подписавший контракт с Oil Factory в США и Factory Films в Великобритании. До подписания контракта с Factory Films он работал с Battlecruiser и Soixan7e Quin5e.
Полнометражный дебют Капотонди, фильм «Двойной час» с Филиппо Тими и Ксенией Раппопорт в главных ролях, вышел в прокат 6 ноября 2009 года после премьеры на Венецианском кинофестивале в сентябре того же года.

## Фильмография
- 2009 — Двойной час / La doppia ora
- 2019 — Искусство ограбления / The Burnt Orange Heresy

### Телесериалы
- 2016—2017 — Берлинская резидентура / Berlin Station (4 эпизода)
- 2017 — Субура / Suburra — La serie (4 эпизода)